# Driss Maazouzi
Driss Maazouzi (arabsky ادريس معزوزي) (* 20. října 1969) je bývalý francouzský sportovec marockého původu, atlet, jehož hlavní disciplínou byl běh na 1500 metrů, halový mistr světa v běhu na 1500 metrů.
Původně startoval za Maroko, v roce 1996 na olympiádě v Atlantě doběhl ve finále běhu na 1500 metrů desátý. V barvách Francie obsadil na světovém šampionátu v Seville v roce 1999 v této disciplíně osmé místo a o dva roky později v Edmontonu vybojoval bronzovou medaili. Největším úspěchem se pro něj stal titul halového mistra světa v běhu na 1500 metrů, který získal v roce 2003. Jeho osobní rekord na této trati 3:31,45 pochází z roku 2002.